# Bernardo Graue
 (janvier 2025).
Pas d'image ? Cliquez ici
Bernardo Rolando Graue est un copilote argentin de rallye-raid né le 12 mai 1969 à Mendoza. 

## Biographie

### Résultats au Paris-Dakar
| Année | Catégorie | Constructeur     | Position        | Victoires d'étape | Pilote            |
| ----- | --------- | ---------------- | --------------- | ----------------- | ----------------- |
| 2010  | Quad      | Can-Am           | 9e              | -                 |                   |
| 2011  | Auto      | Volkswagen       | Abd.            | -                 | Edgardo Omar Dris |
| 2012  | Auto      | Toyota Overdrive | 6e              | -                 | Lucio Álvarez     |
| 2013  | Auto      | Toyota Overdrive | 10e             | -                 | Lucio Álvarez     |
| 2014  | Auto      | Ford             | 22e             | -                 | Lucio Álvarez     |
| 2015  | Auto      | Mini All4 Racing | 18e             | 4                 | Orlando Terranova |
| 2016  | Auto      | Mini All4 Racing | 12e             | -                 | Orlando Terranova |
| 2018  | Auto      | Mini All4 Racing | 20e             | -                 | Orlando Terranova |
| 2019  | Auto      | Mini All4 Racing | Abd. (2e étape) | -                 | Orlando Terranova |
| 2020  | Auto      | Mini All4 Racing | 6e              | -                 | Orlando Terranova |
| 2021  | Auto      | Mini All4 Racing | Abd. (6e étape) | -                 | Orlando Terranova |
| 2022  | Auto      | Mini All4 Racing | 8e              | -                 | Sebastián Halpern |
| 2023  | Auto      | Mini All4 Racing | 9e              | -                 | Sebastián Halpern |

### Autres
en auto
- Desafío Ruta 40 2015 : vainqueur en tant que copilote de Orlando Terranova
- Desafío Ruta 40 2017 Nord : vainqueur en tant que copilote de Orlando Terranova
- Baja Portalegre 500 2019 : vainqueur en tant que copilote de Orlando Terranova
- Baja Aragón 2019 : vainqueur en tant que copilote de Orlando Terranova